# Сант-Еуфемія-а-Маєлла
Сант-Еуфемія-а-Маєлла (італ. Sant'Eufemia a Maiella) — муніципалітет в Італії, у регіоні Абруццо, провінція Пескара.
Сант-Еуфемія-а-Маєлла розташований на відстані близько 130 км на схід від Рима, 60 км на південний схід від Л'Аквіли, 45 км на південний захід від Пескари.
Населення — 284 особи (2014).

## Демографія
Населення за роками:

Станом на 1 січня 2023 року в муніципалітеті офіційно проживали 24 іноземці з 7 країн, серед них 2 громадяни країн Євросоюзу.

## Сусідні муніципалітети
- Караманіко-Терме
- Фара-Сан-Мартіно
- Пачентро
- Сульмона